# Dasychira callistoides
Dasychira callistoides är en fjärilsart som beskrevs av Collenette 1960. Dasychira callistoides ingår i släktet Dasychira och familjen tofsspinnare. Inga underarter finns listade i Catalogue of Life.